# Mitrídates da Arménia
Mitrídates da Armênia foi um governante da Arménia do período dividido entre os Romanos e os Partas, tendo governado sob o protectorado romano entre no 35 e 37. Governou por duas vezes entre os dois reinados de Orodes da Armênia. o seu segundo reinado foi sucedido por Radamisto.
Ele era irmão de Farasmanes, rei do Reino da Ibéria, e foi colocado como rei da Arménia por Tibério.
Ele foi derrubado por uma trama do seu irmão Farasmanes I e o filho deste, Radamisto, que se casou com sua filha. Farasmanes e Radamisto assassinaram Mitrídates, sua esposa, que era filha de Farasmanes, e seus filhos.

## Nome
Mitridates (Μιθριδάτης, Mithridátēs), Mitradates (Μιθραδάτης, Mithradátēs), Meredates (Μερεδατης, Meredatēs), Meerdates (Meherdates) são as variantes gregas do persa antigo Mitradata (*Miθra-dāta-), "dado por Mitra". O nome foi registrado em parta (𐭌𐭕𐭓𐭃𐭕), persa médio e armênio (Միհրդատ) como Mirdate (Mihrdāt), em aramaico como Mitredate ("Mitredat", mtrdt) e em persa novo como Merdade (مهرداد, Mehrdâd).